# Nová Lhota (Kluky)
Nová Lhota je část obce Kluky v okrese Kutná Hora ve Středočeském kraji.

## Název
Název vesnice se v historických pramenech objevuje ve tvarech: Lhota (1381, 1408), Lhota Nowa (1575) a Nowa Lhota (1654).

## Historie
Letopočet 1374 uváděný jako rok první písemné zmínky se vztahuje ke vsi Svatý Mikuláš. Do začátku osmdesátých let čtrnáctého století vesnici vlastnil Přibek z Úmonína, po němž byla Lhota v roce 1381 vyhlášena jako odúmrť. Během patnáctého století vesnice patřila k Paběnicím a od roku 1565 k úmonínskému panství. Samostatným šlechtickým statkem se stala až okolo roku 1590, kdy ji po svém otci zdědil Mikuláš Salava z Lípy.

## Pamětihodnosti
- Na severním okraji vesnice stojí hospodářský dvůr s novolhotským zámkem založeným koncem šestnáctého století Mikulášem Salavou z Lípy. Původně renesanční tvrz na konci sedmnáctého století získal sedlecký klášter, který ji přestavěl na barokní zámek.[4]
- Kostel svatého Jana Křtitele
- Kaple se sochou svatého Jana Nepomuckého
- Usedlost čp. 8
- přírodní rezervace Lhotecké stráně